# Lesley Bush

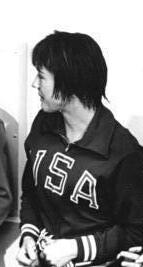
Lesley Bush bei den Olympischen Sommerspielen 1964

Lesley Bush (* 17. September 1947 in Orange, Kalifornien) ist eine ehemalige amerikanische Wasserspringerin. Sie nahm an zwei Olympischen Spielen teil und gewann dabei eine Goldmedaille.
Bush nahm im Alter von 17 Jahren an den Olympischen Sommerspielen 1964 in Tokio teil. Sie nahm im Wettbewerb vom Turm teil und konnte sich direkt mit dem ersten Sprung an die Spitze setzen. Bis zum Ende des Wettkampfes gab sie diese Position nicht mehr ab und gewann so die Goldmedaille vor der Deutschen Ingrid Krämer und Galina Alexejewa aus der Sowjetunion. 1967 gewann Lesley Bush dem Titel im Turmspringen bei den Panamerikanischen Spielen. Ein Jahr später war sie Teilnehmerin bei den Olympischen Sommerspielen 1968. Sie patzte im ersten Sprung und konnte letztlich nur Rang 19 erreichen. In ihrer Karriere gewann sie insgesamt fünf Titel der Amateur Athletic Union.
Sie ist die Schwester des Wasserspringers David Bush und war mit dem Schwimmer Charles Hickcox verheiratet, von dem sie sich wieder scheiden ließ.